# Brkač
Brkač is een plaats in de gemeente Motovun in de Kroatische provincie Istrië. De plaats telt 145 inwoners (2001).